# 1981 Midas
1981 Midas este un asteroid descoperit pe 6 martie 1973 de Charles Kowal.